# Jonatan Romero
Jonatan Eccehomo Romero Preciado (født 14. december 1986 i Cali) er en colombiansk amatørbokser, som konkurrerer i vægtklassen bantamvægt. Romero har ingen større internationale resultater, og fik sin olympiske debut da han repræsenterede Colombia ved sommer-OL 2008. Her blev han slået ud i første runde af Hicham Mesbahi fra Marokko i samme vægtklasse.